# Trachelium
Trachelium es un género de plantas  perteneciente a la familia Campanulaceae.  Es originario de Macaronesia y del Mediterráneo central y occidental. Comprende 15 especies descritas y de estas, solo 3 aceptadas.

## Taxonomía
El género fue descrito por Carlos Linneo y publicado en Species Plantarum 1: 171. 1753. La especie tipo es: Trachelium caeruleum L.

## Especies aceptadas
A continuación se brinda un listado de las especies del género Trachelium aceptadas hasta octubre de 2013, ordenadas alfabéticamente. Para cada una se indica el nombre binomial seguido del autor, abreviado según las convenciones y usos.
- Trachelium caeruleum L.
- Trachelium × halteratum (Bianca ex Ces., Pass. & Gibelli) Sandwith
- Trachelium lanceolatum Guss.